# Keep On Running (chanson de Milli Vanilli)
Pour les articles homonymes, voir Keep On Running.
Singles de Milli Vanilli
Mega Mix
(1990) Too Late (True love)
(1991)
Keep On Running est une chanson enregistrée par Milli Vanilli. Elle est sortie en 1990 et a atteint le classement de # 2 en Autriche, # 4 en Allemagne et # 8 en Suisse. La chanson a également été distribuée en France, mais n'est pas entrée dans le Top 50 à la suite du scandale.

## Top
| Top (1990),            | Meilleur position |
| ---------------------- | ----------------- |
| Austrian Singles Chart | 2                 |
| German singles chart   | 4                 |
| Dutch Mega Top100      | 7                 |
| Swiss Singles Chart    | 8                 |
| UK Singles Chart       | 76                |
| Italian Charts         | 8                 |
| Japan Charts           | 6                 |
| Belgium Charts         | 9                 |